# Lincoln (Wisconsin, Adams megye)
Lincoln város az USA Wisconsin államában, Adams megyében. Lakosainak száma 320 fő (2020. április 1.).

## Népesség
A település népességének változása:

| 2010 | 296 |
| 2020 | 320 |